# 卡兰塔尼亚
卡兰塔尼亚（古斯拉夫语）是7世纪下半叶建立的斯拉夫邦国，位于今天的奥地利南部和斯洛文尼亚东北部，是889年卡洛林王朝成立的卡林提亚边境区的前身。首都為卡恩堡。